# Seleção Azeri de Voleibol Feminino
A Seleção Azeri de Voleibol Feminino (em azeri: Azərbaycan qadın milli voleybol komandas) é uma equipe europeia composta pelas melhores jogadoras de voleibol do Azerbaijão, e é mantida pela Federação Azeri de Voleibol. No ano de 2016 a equipe conquistou o título da Liga Europeia ao bater a seleção da Eslováquia. Em agosto de 2016 o Azerbaijão ocupava a 24ª colocação no ranking mundial.

## Principais resultados

### Campeonato Mundial
| Ano  | Sede     | Colocação       |
| ---- | -------- | --------------- |
| 1994 | Brasil   | 9º              |
| 1998 | Japão    | Não Qualificado |
| 2002 | Alemanha | Não Qualificado |
| 2006 | Japão    | 13º             |
| 2010 | Japão    | Não Qualificado |
| 2014 | Itália   | 15º             |

### Campeonato Europeu
| Ano  | Sede                    | Colocação       |
| ---- | ----------------------- | --------------- |
| 1993 | Chéquia                 | Não Participou  |
| 1995 | Países Baixos           | Não Participou  |
| 1997 | Chéquia                 | Não Participou  |
| 1999 | Itália                  | Não Participou  |
| 2001 | Bulgária                | Não Participou  |
| 2003 | Turquia                 | Não Qualificado |
| 2005 | Croácia                 | 4º              |
| 2007 | Bélgica · Luxemburgo    | 12º             |
| 2009 | Polónia                 | 12º             |
| 2011 | Sérvia · Itália         | 9º              |
| 2013 | Alemanha · Suíça        | 15º             |
| 2015 | Bélgica · Países Baixos | 14º             |

## Ligações Externas
- Site Oficial da Federação Azeri
- Perfil no site da FIVB